# Kanton Holzheim
Der Kanton Holzheim war eine Verwaltungseinheit im Distrikt Hersfeld des Departements der Werra im napoleonischen Königreich Westphalen. Hauptort des Kantons und Sitz des Friedensgerichts für den Kanton war der Ort Holzheim im heutigen Landkreis Hersfeld-Rotenburg. Der Kanton umfasste 28 Dörfer und Weiler, hatte 4.707 Einwohner und eine Fläche von 2,14 Quadratmeilen.
Zum Kanton gehörten die Orte:
- Holzheim mit Heisenstein
- Bodes mit Soislieden
- Buchenau mit Giesenhain und der Meierei Schwarzenborn
- Erdmannrode mit Branders
- Kerspenhausen mit Kohlhausen und Roßbach
- Kruspis und Stärklos
- Mengshausen mit Soldanshof und Hilperhausen
- Oberstoppel, Unterstoppel und Rothenkirchen
- Rhina
- Solms mit Engelbach und Sternberg
- Wehrda mit Klebsmühle
- Wetzlos mit Schletzenrod